# Pregó
El pregó és un discurs literari que hom pronuncia en públic en ocasió d'una festivitat o celebració. Sol ser l'acte que comença les festes populars com les festes majors d'una vil·la o barri, el carnestoltes, etc. En el cas de les festes patronals, tradicionalment el pregó és escrit i llegit per un fill de la vil·la que celebra les festes. De vegades s'utilitza també per a fer públiques reivindicacions populars. El pregó pot ser un acte solemne, on els vil·latans acudeixen mudats i escolten en silenci, o més còmic i festiu, al qual el pregoner escalfa l'ambient. Sovint és l'alcalde qui dona la paraula al pregoner.